# Chevaline
Chevaline ist eine französische Gemeinde im Département Haute-Savoie in der Region Auvergne-Rhône-Alpes.

## Geographie
Chevaline liegt auf 523 m westlich von Faverges etwa 17 Kilometer südsüdöstlich der Stadt Annecy. Das Dorf erstreckt sich in einer breiten Talebene südlich des Lac d’Annecy am Nordfuß der zum Massiv der Bauges gehörenden Montagne du Charbon am Eingang in das Tal des Baches Ire.
Die Fläche des 14,16 km² großen Gemeindegebiets umfasst einen Abschnitt des Massivs der Bauges. Der nördlichste Teil des Gebietes wird von der Talebene bei Doussard eingenommen. Nach Süden erstreckt sich das Gemeindeareal in einem langen schmalen Streifen weit in den Regionalen Naturparks Massif des Bauges hinein, wobei die gesamte westliche Talseite des Ruisseau de l’Ire zu Chevaline gehört. Es ist ein noch heute weitgehend unberührtes, wildes Tal, in dem 1893 der letzte Bär des Départements Haute-Savoie erlegt wurde. Die westliche Grenze verläuft dabei auf den schroffen Kalkgipfeln der Montagne de Charbon (auf der Pointe le Banc Plat 1907 m). Ganz im Süden wird auf dem Gipfel des Mont Trélod mit 2181 m die höchste Erhebung von Chevaline erreicht.
Nachbargemeinden von Chevaline sind Doussard im Norden und Osten, Jarsy und Doucy-en-Bauges im Süden sowie Bellecombe-en-Bauges im Westen.

## Geschichte

### Antike, Mittelalter und frühe Neuzeit
Die ältesten bekannten Zeugnisse menschlicher Siedlungen im Gebiet der heutigen Gemeinde Chevaline sind Überreste aus gallorömischer Zeit, die im 20. Jahrhundert in dem Weiler Loche entdeckt wurden. Erstmals urkundlich erwähnt wird Chevaline im 12. Jahrhundert unter dem Namen Caballina. Die Kirche des Dorfs wird in einer Bulle des Papstes Eugen III. aus dem Jahr 1145 genannt, in der die Zugehörigkeit der Pfarrstelle zum Priorat von Talloires bestätigt wird. Wie die Nachbarorte Doussard und Lathuile gehörte die Ortschaft zur Herrschaft Rouange, die dem Grafen von Duingt gehörte. Der größte Teil des Grunds war jedoch im Besitz mehrerer Klöster. So überließ im 13. Jahrhundert Raymond de Duingt die Bergweiden am Col de Chérel der Abtei Hautecombe; diejenigen des Mont Trélod wurden der Kartause von Aillon abgetreten, der im 18. Jahrhundert fast die Hälfte des Bodens in Chevaline gehörte. 1443 zählte Chevaline 11 Haushalte. Einen Hinweis auf die wirtschaftlich schwache Lage der Gemeinde liefern Berichte von Inspektionen der Kirche durch geistliche Amtsträger, die vom 15. bis zum 17. Jahrhundert durchgehend den schlechten Zustand des Kirchengebäudes beklagten und von den Bewohnern Renovierungsarbeiten verlangten.

### Ab dem 19. Jahrhundert
1802 wurden die Pfarrbezirke Chevaline und Doussard zusammengelegt und die Kirche von Chevaline zur Kapelle herabgestuft. 1824 wurde im Zentrum des Dorfs ein Brotofen gebaut. Nachdem Savoyen infolge des Vertrags von Turin 1860 Teil von Frankreich geworden war, wurde 1865 in Chevaline ein Rathaus errichtet, 1892 eine Schule. In der zweiten Hälfte des 19. Jahrhunderts wurde im Tal der Ire ein Hammerwerk betrieben.
Der Wald der Ire-Schlucht (Combe d’Ire) wurde erst durch eine 1937 angelegte Forststraße forstwirtschaftlich erschlossen.

### Morde von 2012
Internationale Aufmerksamkeit erlangte Chevaline im Jahr 2012 als Tatort eines Vierfachmords, dem drei Mitglieder einer britisch-irakischen Urlauberfamilie sowie ein einheimischer Radfahrer zum Opfer fielen. Ein zwischenzeitlich in England festgenommener Verdächtiger aus dem familiären Umfeld des getöteten Familienvaters wurde ohne Anklage wieder freigelassen.
Trotz jahrelanger Ermittlungen mit mehreren Festnahmen ist der Fall bisher ungeklärt (Stand: Mai 2024). In deutschsprachigen Medien wurde die Affäre teilweise als Annecy-Morde bezeichnet.

## Bevölkerung
| Jahr                       | 1962 | 1968 | 1975 | 1982 | 1990 | 1999 | 2011 | 2020 |
| Einwohner                  | 78   | 66   | 69   | 73   | 135  | 196  | 203  | 195  |
| Quellen: Cassini und INSEE |      |      |      |      |      |      |      |      |

Mit 182 Einwohnern (Stand 1. Januar 2022) gehört Chevaline zu den bevölkerungsärmsten Gemeinden des Départements Haute-Savoie. In der zweiten Hälfte des 19. und der ersten Hälfte des 20. Jahrhunderts nahm die Einwohnerzahl aufgrund starker Abwanderung kontinuierlich ab. Während 1861 in Chevaline noch 152 Einwohner gezählt wurden, waren es 1968 nur noch 66. Seit Beginn der 1980er Jahre wurde jedoch wieder eine deutliche Bevölkerungszunahme verzeichnet.

## Sehenswürdigkeiten
Die ehemalige Pfarrkirche von Chevaline und heutige Sankt-Martins-Kapelle (Chapelle Saint-Martin) wurde von dem Kunsthistoriker Raymond Oursel auf das 17. Jahrhundert datiert. 1607 stattete Franz von Sales ihr einen Besuch ab. Der von einem Kirchfriedhof umgebene Bau ist einschiffig mit einer nach Norden abgehenden Seitenkapelle. Sie entspricht vermutlich einer dem Hl. Blasius gewidmeten Kapelle, die der Pfarrer Jean-François Barrucand 1648 errichten ließ. Ein 1750 erneuerter Glockenturm wurde später durch den heutigen Dachreiter ersetzt.

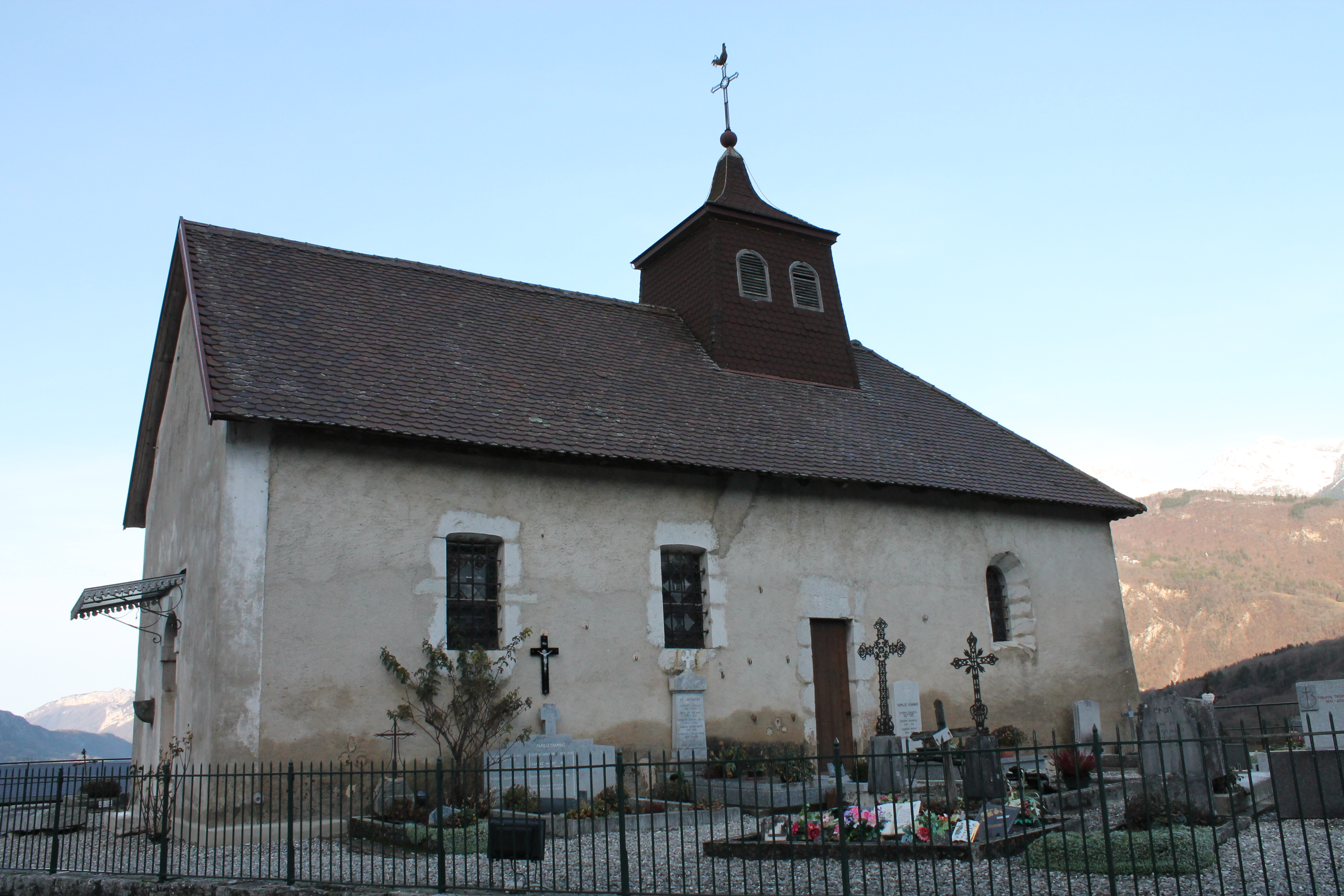
Kapelle Saint-Martin (17. Jahrhundert)
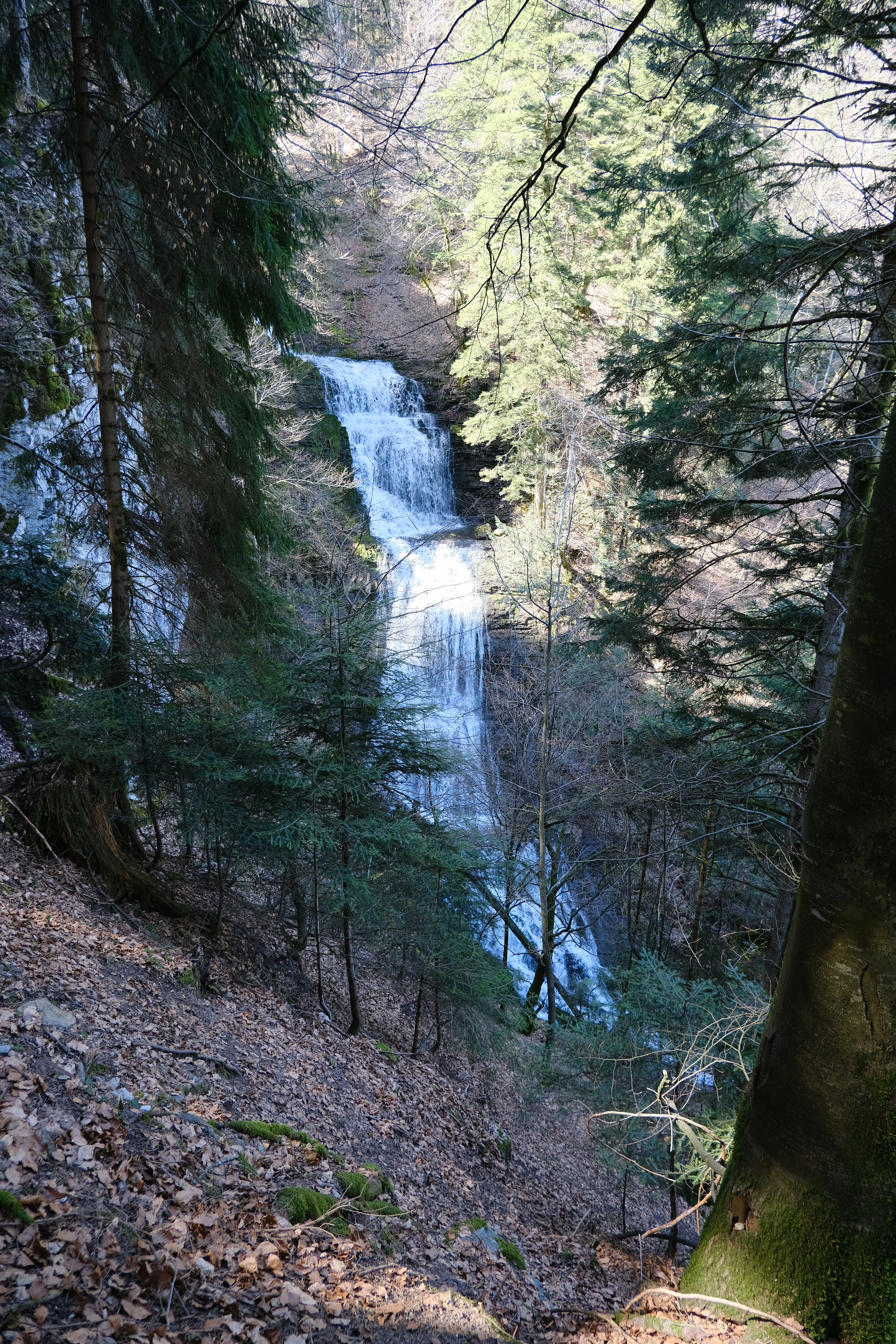
Kaskade Creux de l’Enfer

## Wirtschaft und Infrastruktur
Chevaline war bis weit ins 20. Jahrhundert hinein ein vorwiegend durch die Landwirtschaft und Forstwirtschaft geprägtes Dorf. Heute gibt es verschiedene Betriebe des lokalen Kleingewerbes. Ansonsten ist das Dorf mittlerweile überwiegend eine Wohngemeinde. Viele Erwerbstätige sind Wegpendler, die in den größeren Ortschaften der Umgebung ihrer Arbeit nachgehen.
Die Ortschaft liegt abseits der größeren Durchgangsstraßen, ist aber von der Route nationale 508, die von Annecy nach Albertville führt, via Doussard leicht erreichbar. Weitere Straßenverbindungen bestehen mit Lathuile und dem Col de Chérel.